# Municipio de Pachuca de Soto
El municipio de Pachuca de Soto ( escuchar) (del náhuatl: Pachyohcan ‘Lugar de heno, Lugar de estrecho’) es uno de los ochenta y cuatro municipios que conforman el estado de Hidalgo en México. La cabecera municipal es la ciudad de Pachuca de Soto, esta ciudad igual funciona como la capital del estado de Hidalgo.
Se encuentra ubicado al centro del territorio hidalguense, se localiza entre los paralelos 20°1′ y 20°12′ de latitud norte; los meridianos 98°41′ y 98°52′ de longitud oeste; dentro de la región geográfica denominada como Comarca Minera. De acuerdo al INEGI cuenta con una superficie total de 154.01 km²; y representa el 0.74 % de la superficie del estado y ocupa el 56.º lugar entre los municipios de Hidalgo por superficie.
De acuerdo a los resultados que presentó el Censo Población y Vivienda 2020 del INEGI, el municipio cuenta con 314 31 habitantes lo que representa el 10.20 % de la población estatal; ocupa el 1.er lugar entre los municipios de Hidalgo por población. Tiene una densidad de población de 1800 hab/km². En 2015 el municipio presentó un IDH de 0.834 (Muy Alto), con estos datos ocupó el 2.º lugar entre los municipios de Hidalgo por IDH.
Colinda al norte con los municipios de Mineral del Chico y Mineral del Monte; al sur con Zempoala y Zapotlán de Juárez; al este con Mineral de la Reforma y Epazoyucan, y al oeste con San Agustín Tlaxiaca.
Pachuca de Soto se considera dentro de los municipios metropolitanos de la zona metropolitana de Pachuca, integrada también por los municipios de Epazoyucan, Mineral de la Reforma, Mineral del Monte, San Agustín Tlaxiaca, Zapotlán de Juárez y Zempoala, siendo Pachuca de Soto el municipio central.

## Toponimia
La etimología de la palabra Pachuca, algunos dicen que viene de 'Pachoa', que significa -estrechez o apertura-; otros aseguran que procede de 'Pachoacan', que significa -lugar de gobierno-; otros afirman que es 'Patlachiucan', concebido como -lugar de fábricas- y otros más aseguran que significa -lugar de lágrimas-.  Otras fuentes afirman que 'Patlachi' es -gobernar- y 'Can' -lugar-, por lo que quedaría como Lugar en donde se ejercita la acción de gobernar; de igual manera se le señala que significa Lugar en plata y oro.

## Historia
- México Prehispánico.[3]
  - 1050; Los otomíes se asientan en Njunthé, muy cerca de la actual ciudad de Pachuca.
  - 1438; fue fundada por un grupo mexica que la llamó Patlachiuhcan.
- Virreinato de la Nueva España.[3]
  - 1528; los conquistadores españoles llaman al lugar "Real de Minas de Pachuca".
  - 1553; se erige como Alcaldía Mayor.
  - 1786; a raíz de las reformas Borbónicas pasa a ser subdelegación de la Intendencia de México.
  - 1787; se crea la provincia de Pachuca, dependiente de la Intendencia de México.
  - 1813; Pachuca recibe el título de ciudad, mediante el pago de 3 000 pesos que hizo Francisco de Paula Villaldea.
- Primera República Federal de México.[3]
  - 6 de agosto de 1824; Se consigna Pachuca como partido perteneciente al distrito de Tulancingo.
  - 8 de abril de 1825; Al partido de Pachuca se agrega el territorio del extinto partido de Zempoala y parte del partido de Tetepango.
  - 15 de febrero de 1826; Se consigna a Pachuca como ayuntamiento perteneciente al partido del mismo nombre de la prefectura de Tulancingo.
- República Centralista de México.[3]
  - 23 de diciembre de 1837; Pachuca se consigna como partido perteneciente al distrito de Tulancingo.
- Segunda República Federal de México.[3]
  - 31 de julio de 1861; Pachuca se consigna como partido del distrito del mismo nombre en el Estado de México.
  - 15 de octubre de 1861; Se consigna Pachuca como distrito del Estado de México.
  - 14 de noviembre de 1861; Todas las cabeceras de los distritos tendrán el título de villas en el estado de México. Pachuca se denominará en lo sucesivo Pachuca de Guerrero.
- Intervención Francesa y Segundo Imperio Mexicano.[3]
  - 22 de mayo de 1862; Pachuca como distrito forma parte del cantón militar número 3 del Estado de México.
  - 3 de agosto de 1862; Pachuca como distrito forma parte del segundo distrito militar, del Estado de México.
  - 8 de agosto de 1865; Se consigna Pachuca como municipalidad, perteneciente al distrito del mismo nombre.
- República Restaurada.[3]
  - 16 de enero de 1869; El distrito de Pachuca queda segregado del Estado de México para erigir el de Hidalgo.
  - 21 de mayo de 1871; Pachuca como distrito forma parte del estado de Hidalgo.
- Porfiriato y Revolución mexicana.[3]
  - 15 de septiembre de 1894; Pachuca es distrito del estado de Hidalgo.
  - 13 de abril de 1920; Se erigen en la jurisdicción del distrito de Pachuca el municipio de Mineral de la Reforma.
  - 21 de septiembre de 1920; Pachuca se consigna como municipio libre, formando parte del distrito del mismo nombre.
- México contemporáneo.[3]
  - 8 de septiembre de 1935; El distrito de Pachuca se forma con los municipios de Pachuca, Mineral del Monte, Mineral del Chico, Mineral de la Reforma, Epazoyucan, Tolcayuca, Tizayuca, Tezontepec, Zempoala y Zapotlán de Juárez.
  - 16 de enero de 1987; Se consigna a Pachuca de Guerrero como Pachuca de Soto.
  - 6 de septiembre de 1993; Pachuca de Soto como municipio forma parte del estado de Hidalgo.

## Geografía

### Relieve e hidrográfica
En cuanto a fisiografía se encuentra en la provincia del Eje Neovolcánico; dentro de la subprovincia de Llanuras y Sierras de Querétaro e Hidalgo (53.0 %) y Lagos y Volcanes de Anáhuac (47.0 %). Su territorio es lomerío (11.0 %), llanura (36.0 %) y Sierra. Entre los cerros que más destacan son el cerro del Cuixi, siendo una pequeña elevación que se encuentra al noreste de la ciudad, y el cerro de San Cristóbal teniendo al sureste el cerro de Cubitos.
En cuanto a su geología corresponde al periodo neógeno (48.5 %) y cuaternario (7.26 %). Con rocas tipo ígnea extrusiva: volcanoclástico (19.76 %), toba ácida brecha volcánica ácida (7.0 %), andesita brecha volcánica intermedia (12.0 %), basalto brecha volcánica básica (6.0 %), y brecha volcánica básica (4.0 %); suelo: aluvial (7.0 %). En cuanto a edafología el suelo dominante es phaeozem (42.76 % ), luvisol (5.0 %), regosol (4.0 %), leptosol (3.0 %) y vertisol (1.0 %).
En lo que respecta a la hidrología se encuentra posicionado en las regiones hidrológicas del Pánuco; en la cuenca del río Moctezuma; dentro de la subcuenca río Tezontepec (85.0 %), río Actopan (14.0 %) y río Amajac (1.0 %).

### Clima
El territorio municipal se encuentran los siguientes climas con su respectivo porcentaje: semiseco templado (53.0 %), templado subhúmedo con lluvias en verano, de menor humedad (43.0 %) y semifrío subhúmedo con lluvias en verano, de mayor humedad (4.0 %).

### Ecología
En cuanto a flora solo se puede encontrar nopales, huizache, maguey, biznaga, panza agria, guarín, panadera, encino, panza de madroño, oyamel y trigueño. En Fauna se ve reflejado con la pequeña gama de especies que encontramos; tales como la ardilla, tuza, ratón de campo, armadillo y pájaros de diferentes especies.
En el municipio se encuentra el parque ecológico Cubitos que fue decretado parque estatal el 30 de diciembre de 2002; en una superficie de 132 ha cuenta con Casa Ecológica, un Museo Natural, un tuzuario, serpentario, acuario, un jardín botánico, viveros, y por el Centro de Información y Documentación del Medio Ambiente (CIDMA). Otra zona protegida en la ciudad es la Zona de Preservación Ecológica Cerro del Lobo; decretado el 18 de julio de 1988, esta zona comprende 25.85 ha.
El parque ecoturístico El Cerezo, se trata de una pequeña sección ubicada dentro del parque nacional El Chico, manejada por ejidatarios de San Miguel Cerezo; este parque cuenta con cabañas, tirolesa, área de camping, lanchas y caballos, además de comida típica.  El 5 de mayo de 2017 la Unesco designó a la Comarca Minera de la cual la ciudad es parte, dentro de la Red global de geoparques.

## Demografía

### Dinámica poblacional
De acuerdo a los resultados que presentó el Censo de Población y Vivienda 2020 del INEGI, el municipio cuenta con un total de 314 331 habitantes, siendo 149 559 hombres y 164 772 mujeres. Tiene una densidad de 2040.7 hab/km², la mitad de la población tiene 32 años o menos, existen 90 hombres por cada 100 mujeres. Su población lo que representa el 10.20 % de la población estatal; y ocupa el lugar 1.er entre los municipios de Hidalgo por población.
El porcentaje de población que habla lengua indígena es de 3.38 %, y el porcentaje de población que no habla español de los hablantes de lengua indígena es de 0.88 %. En el municipio se habla principalmente Náhuatl (73.0 %) y Otomí (21.0 %). El porcentaje de población que se considera afromexicana o afrodescendiente es de 1.97 %.
Tiene una Tasa de alfabetización de 99.3 % en la población de 15 a 24 años, de 97.4 % en la población de 25 años y más. El porcentaje de población según nivel de escolaridad, es de 2.2 % sin escolaridad, el 35.8 % con educación básica, el 25.7 % con educación media superior, el 36.1 % con educación superior, y 0.2 % no especificado.
El porcentaje de población afiliada a servicios de salud es de 67.6 %. El 52.0 % se encuentra afiliada al IMSS, el 21.1 % al INSABI, el 22.5 % al ISSSTE, 0.5 % IMSS Bienestar, 1.1 % a las dependencias de salud de PEMEX, Defensa o Marina, 3.1 % a una institución privada, y el 2.0 % a otra institución. El porcentaje de población con alguna discapacidad es de 4.9 %. El porcentaje de población según situación conyugal, el 32.0 % se encuentra casada, el 36.5 % soltera, el 17.8 % en unión libre, el 5.3 % separada, el 3.4 % divorciada, el 4.8  % viuda.
Para 2020, el total de viviendas particulares habitadas es de 93 242 viviendas, representa el 10.9 % del total estatal. Con un promedio de ocupantes por vivienda 3.3 personas. Predominan las viviendas con tabique y block. En el municipio para el año 2020, el servicio de energía eléctrica abarca una cobertura del 99.1 %; el servicio de agua entubada un 90.3 %; el servicio de drenaje cubre un 99.0 %; y el servicio sanitario un 99.0 %.

### Localidades
Para el año 2020 de acuerdo al Catálogo de Localidades; el municipio de Pachuca de Soto, cuenta con 31 localidades.
| Código INEGI | Localidad                         | Población (2020) | Porcentaje (%) | Ámbito Población | Categoría Población |
| ------------ | --------------------------------- | ---------------- | -------------- | ---------------- | ------------------- |
| 130480001    | Pachuca de Soto                   | 297 848          | 94.756         | Urbana           | Ciudad              |
| 130480158    | Santiago Tlapacoya                | 4712             | 1.499          | Urbana           | Comunidad           |
| 130480153    | El Huixmí                         | 3294             | 1.048          | Urbana           | Comunidad           |
| 130480150    | San Miguel Cerezo                 | 2014             | 0.641          | Rural            | Comunidad           |
| 130480149    | Barrio la Camelia                 | 1742             | 0.554          | Rural            | Comunidad           |
| 130480193    | Santa Gertrudis                   | 1662             | 0.529          | Rural            | Comunidad           |
| 130480217    | Barrio del Judío                  | 630              | 0.200          | Rural            | Comunidad           |
| 130480148    | Barrio del Bordo                  | 315              | 0.100          | Rural            | Ranchería           |
| 130480255    | Margarita Morán Véliz [Colonia]   | 290              | 0.092          | Rural            | Ranchería           |
| 130480248    | Colonia del Valle                 | 283              | 0.090          | Rural            | Ranchería           |
| 130480215    | Las Campanitas                    | 268              | 0.085          | Rural            | Ranchería           |
| 130480234    | Coronas                           | 193              | 0.061          | Rural            | Ranchería           |
| 130480251    | Los Encinos                       | 164              | 0.052          | Rural            | Ranchería           |
| 130480253    | Comisariados [Colonia]            | 162              | 0.052          | Rural            | Ranchería           |
| 130480244    | Santa Matilde [Colonia]           | 145              | 0.046          | Rural            | Ranchería           |
| 130480235    | El Puerto                         | 90               | 0.029          | Rural            | Ranchería           |
| 130480154    | Pitayas                           | 83               | 0.026          | Rural            | Ranchería           |
| 130480252    | El Paraíso                        | 79               | 0.026          | Rural            | Ranchería           |
| 130480236    | Cerro de Guadalupe                | 72               | 0.025          | Rural            | Ranchería           |
| 130480220    | Cerro de San Cristóbal            | 64               | 0.023          | Rural            | Ranchería           |
| 130480257    | Lomas de la Plata                 | 63               | 0.020          | Rural            | Ranchería           |
| 130480258    | Los Pinos                         | 27               | 0.009          | Rural            | Ranchería           |
| 130480247    | El Tablón                         | 25               | 0.008          | Rural            | Ranchería           |
| 130480246    | Los Chávez                        | 23               | 0.007          | Rural            | Ranchería           |
| 130480207    | La Rabia                          | 19               | 0.006          | Rural            | Ranchería           |
| 130480256    | Amazonas [Colonia]                | 18               | 0.006          | Rural            | Ranchería           |
| 130480214    | Barrio Tiquixu                    | 12               | 0.004          | Rural            | Ranchería           |
| 130480254    | El Roble                          | 11               | 0.003          | Rural            | Ranchería           |
| 130480239    | Ejido San Bartolo                 | 9                | 0.003          | Rural            | Ranchería           |
| 130480242    | La Magueyera (Lucino Pérez Pérez) | 7                | 0.002          | Rural            | Ranchería           |
| 130480259    | Los Pirules                       | 7                | 0.002          | Rural            | Ranchería           |

## Política
Se erigió como municipio el 6 de agosto de 1824. El Honorable Ayuntamiento está compuesto por: se compone de: un presidente municipal, dos síndicos (síndico procurador y síndico hacendario), diecinueve  regidores, diecisiete comisiones, ciento quince delegados y ocho comisariados ejidales. El presidente municipal para el periodo 2016-2020 es Yolanda Tellería Beltrán, del Partido Acción Nacional (PAN). Se han realizado tres rectificaciones de límites; dos con Mineral de la Reforma, en 1941 y 1973, esta última resuelta en diciembre de 2006; y una con Zempoala en octubre de 2010, formalizada el 10 de noviembre de 2011.
Para la elección de diputados federales a la Cámara de Diputados de México y diputados locales al Congreso de Hidalgo, se encuentra integrado al distrito electoral federal 6 de Hidalgo; y a los distrito electoral local 12 de Hidalgo y distrito electoral local 13 de Hidalgo. A nivel estatal administrativo pertenece a la Macrorregión I y a la Microrregión V, además de a la Región Operativa I Pachuca. Por otra parte, pertenece al XI distrito judicial de Hidalgo, donde se arreglan trámites judiciales del Poder Judicial del Estado de Hidalgo.
De acuerdo al Instituto Nacional Electoral (INE); Pachuca Oriente está integrado por 96 secciones: 0742, de la 0832 a la 0851, de la 0853 a la 0877, de la 0882 a la 0911, de la 0918 a la 0928, de la 0930 a la 0936, 0956 y la sección 1718. Pachuca Poniente está integrado por 33 secciones: 0852, de la 0878 a la 0881, de la 0912 a la 0917, de la 0939 a la 0955 y de la 0957 a la 0961.

## Economía
En 2015 el municipio presentó un IDH de 0.834, muy alto, ocupando el 2.º puesto entre los municipios de Hidalgo por IDH. En 2005 el Instituto Nacional para el Federalismo y el Desarrollo Municipal (INAFED) estimó un Producto interno bruto (PIB) a precios corrientes de 31 943 852 364 dólares (4 514 215 963 pesos); y un ingreso per cápita de 16 381 dólares (115 916 pesos).
De acuerdo con el Consejo Nacional de Evaluación de la Política de Desarrollo Social (Coneval), el municipio registra un Índice de Marginación muy bajo. El 29.0 % de la población se encuentra en pobreza moderada y 3.3 % se encuentra en pobreza extrema. En 2015, el municipio ocupó el lugar 2 de 84 municipios en la escala estatal de rezago social.
De acuerdo con cifras al año 2015 presentadas en los censos económicos del INEGI, la Población Económicamente Activa (PEA) del municipio asciende a 124 617 personas y la Población Económicamente Inactiva (PEI) es de 102 071 personas. De la PEA 121 690 se encuentra ocupada siendo el 57.0 % hombres y 43.0 % mujeres; y tan solo 2927 se encuentran desocupadas. Del personal ocupado el 0.86 % pertenece al sector primario, el 17.51 % pertenece al sector secundario, el 80.12 % pertenece al sector terciario y 1.51% no especificaron.